# 마스 익스프레스
마스 익스프레스(영어 : Mars Express)는 유럽 우주국(ESA)과 러시아 우주과학자들이 공동으로 만든 유럽 최초의 화성 탐사선이다. 2003년 6월 2일에 러시아의 소유즈 로켓에 실려 발사되었으며 그 뒤 6개월 동안 4억 9100만 km를 비행한 뒤 12월 25일에 화성 상공 274 km 지점에서 궤도에 진입하는 데에 성공했다.

## 구조
구조는 크게 '마스 오비터'와 영국과 유럽우주국이 공동으로 만든 화성 착륙선 비글 2호로 구성되어 있다.
비글 2호는 화성 착륙 후 약 6개월간 화성의 생명체 존재 흔적을 탐색하면서 화성의 지표 지도를 작성하고, 지하 약 4km의 토양·암석 성분을 분석할 계획이었다.
그러나, 비글 2호는 착륙 직후 통신이 두절되었고, 2004년 2월 6일 실종되었다. 화성 표면에 충돌한 것으로 생각된다.
그러나 마스 익스프레스는 이후에도 687일 동안 화성 궤도를 돌면서 6개의 카메라와 레이더·분광계 등을 이용해 계속 화성 표면을 관찰하는 임무를 수행했다. 그 첫 결과로 마스 익스프레스는 2004년 1월 23일 적외선 카메라를 이용해 화성의 남극에서 물 분자가 존재하는 지점을 찾아내 얼음을 촬영하는 데 성공하였다. 예산은 개발에서 발사까지 총 2200억 원이 들었다.

## 같이 보기
- 비글 2호